# Jansen (Nebraska)
Jansen falu az USA Nebraska államában, Jefferson megyében. Lakosainak száma 101 fő (2020. április 1.).

## Népesség
A település népességének változása:
| Lakosok száma | 271  | 118  | 101  |
|               | 1900 | 2010 | 2020 |